# 给水处理
给水处理是通过水处理工艺去除水中的杂质，使水质符合使用要求或相应标准。
传统的给水处理包括混凝、沉淀（或者气浮）、过滤和消毒等。随着水源水质的恶化尤其是有机污染物的增加，需要预处理和深度处理。

## 预处理

### 目的
预处理的主要对象是水中的有机污染物，同时也具有除味、除臭、除色的作用。

### 常用方法
- 粉末活性炭吸附
- 化学氧化：包括臭氧氧化、高锰酸钾氧化等。
- 生物氧化法
- 水库蓄存法

## 常规处理
常规水处理的目的主要是去除水中的悬浮固体、溶解固体及微生物。典型的常规处理包括混凝、沉淀（或者气浮）、过滤和消毒。

### 混凝
混凝池

#### 混凝的作用
混凝是指利用混凝剂将水中胶体粒子以及微小悬浮物聚集的过程，一般在反应池中进行。混凝后形成较大的矾花，利用沉淀或者气浮工艺将其去除。

#### 混凝剂
国内常用的混凝剂有氯化铁、聚合氯化铝等，助凝剂有聚丙烯酰胺（PAM）等。

#### 混凝机理
混凝机理有电性中和、吸附架桥、网捕和卷扫。